# Escóbados de Arriba
Escóbados de Arriba es una localidad del municipio burgalés de Los Altos, en la Comunidad Autónoma de Castilla y León (España).
La iglesia está dedicada a La Presentación de Nuestra Señora.

## Localidades limítrofes
Confina con las siguientes localidades:
- Al noreste con Huéspeda.
- Al este con Rucandio.
- Al sureste con Escóbados de Abajo.
- Al suroeste con Villalta.
- Al noroeste con Pesadas de Burgos.

## Demografía
Evolución de la población
| Gráfica de evolución demográfica de Escobados de Arriba entre 2000 y 2017 |
|                                                                           |
| Población de derecho (2000-2017) según el padrón municipal del INE        |

## Historia
Así se describe a Escobados de Arriba en el tomo VII del Diccionario geográfico-estadístico-histórico de España y sus posesiones de Ultramar, obra impulsada por Pascual Madoz a mediados del siglo XIX:

Lugar en la provincia, diócesis, audiencia territorial y capitanía general de Burgos (8 ½ leguas), partido judicial de Villarcayo (4 ½), ayuntamiento titulado de la Merindad de Valdivielso. Situado en un hondo, por cuya razón se halla resguardado de los vientos; el clima aunque húmedo, es bastante sano; y las enfermedades más comunes las estacionales. Tiene 36 casas todas con piso alto, escuela de primeras letras concurrida por unos 12 alumnos de ambos sexos, cuyo maestro está dotado con 20 fanegas de trigo pagadas por el pueblo, y 6 de trigo y cebada de una obra pía; iglesia parroquial (la Presentación de Nuestra Señora), servida por un cura párroco, una ermita dedicada a San Andrés, cementerio en paraje ventilado, y 3 fuentes en el término llamadas de la Iglesia, de Herrera y la Nueva, todas de aguas muy delgadas. Confina N Población; E Rucandio; S Villalta, y O Pesadas. El terreno es de primera y segunda calidad, comprendiendo un monte de poca extensión, plantado de roble; por su jurisdicción cruza un pequeño arroyo, que se seca durante el estío. Los caminos son de servidumbre, y la correspondencia la recibe en Poza los mismos interesados. Producciones: trigo, cebada y legumbres; ganado lanar y vacuno. Industria: la agrícola. Población: 16 vecinos, 60 almas. Capital productivo: 424.010 reales. Imponible: 41.260.
Diccionario geográfico-estadístico-histórico de España y sus posesiones de Ultramar